# Ugró Gyula
Ugró Gyula  (Nagykőrös, 1865. május 10. – Újpest, 1949. november 4.) ügyvéd, Újpest város első polgármestere.

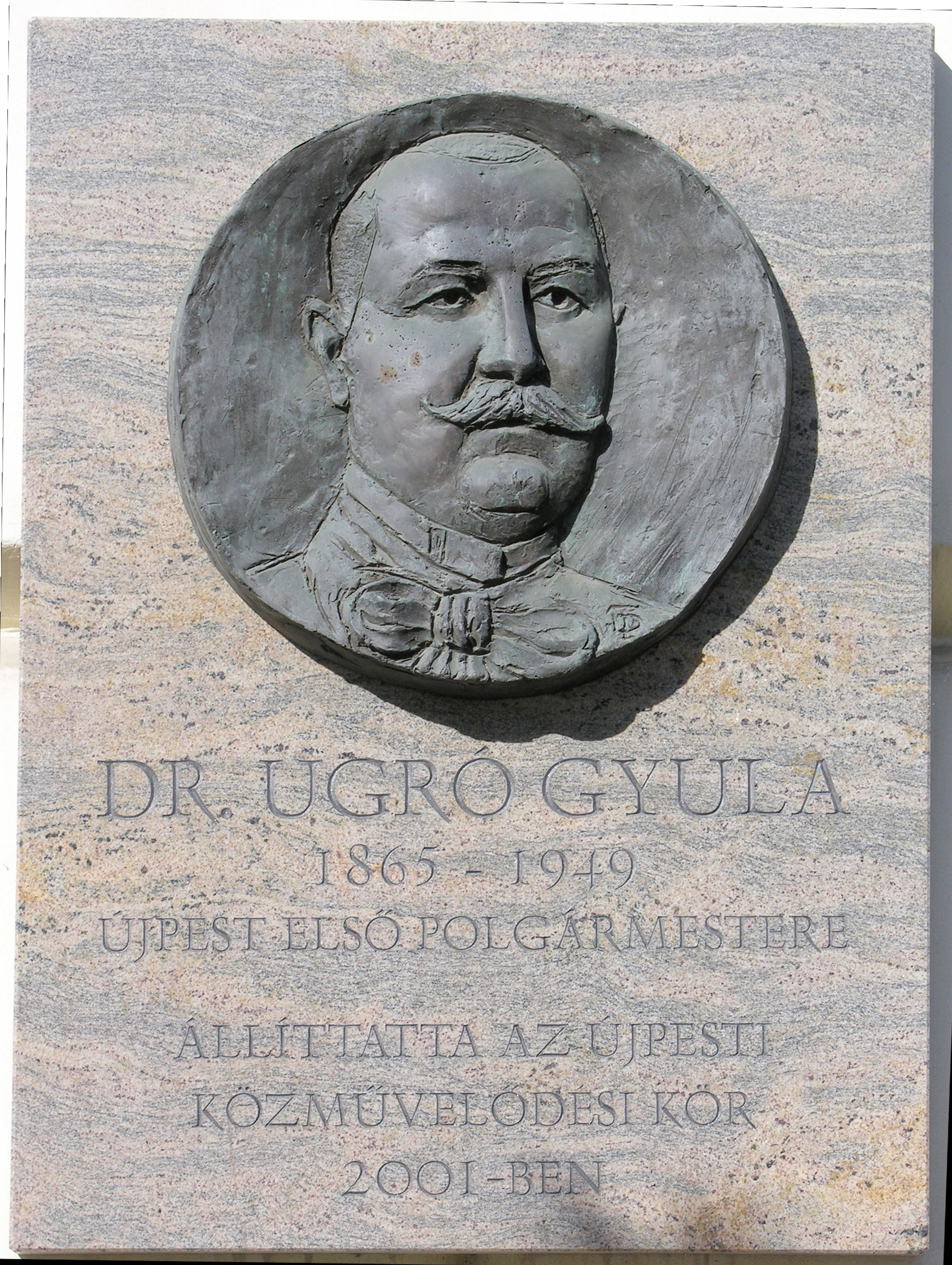
Ugró Gyula domborműves emléktáblája, Budapest, IV., István út 14. Tóth Dávid, 2001

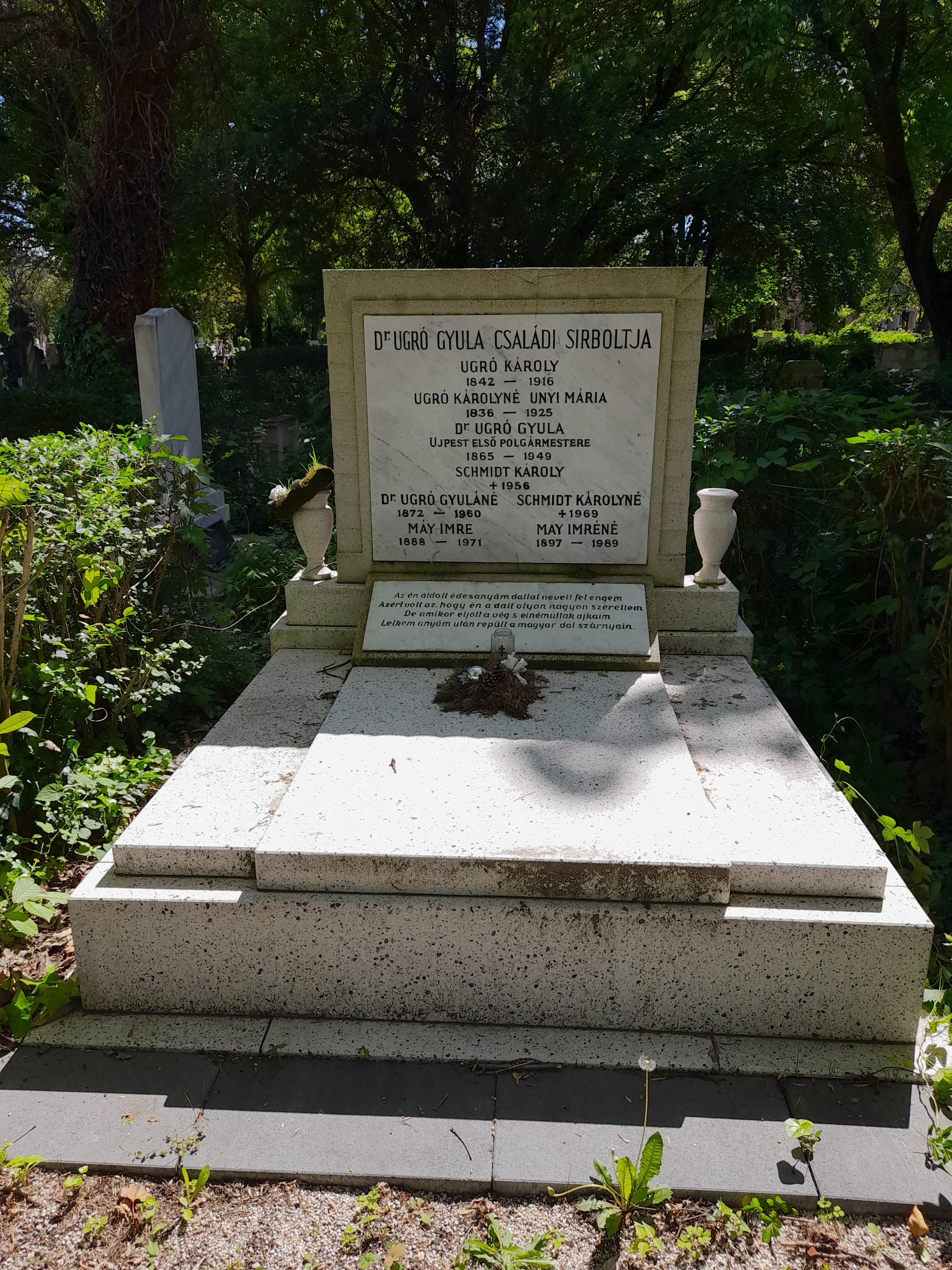
Sírja a Megyeri temetőben (20-1-1-2)

## Életpályája
Nagykőrösön született, családjával születése után röviddel Újpestre költöztek. Életének legfontosabb állomásai ehhez a városhoz kötődik. Szülei: Ugró Károly és Unyi Mária. Újpesten járt elemi iskolába, Pestre járt gimnáziumba. 1877-ben megalakították az Újpesti Közművelődési Kört, melynek később alelnöke lett. Középiskolai tanulmányai után a budapesti tudományegyetemen tanult, ahol 1889-ben ügyvédi vizsgát tett. 1885-ben Berényi Antallal, Székely-Sonnenfeld Ábrissal és Goll Jánossal együtt megalakították az Újpesti Torna Egyletet. 1890-ben a Honvédelmi Minisztérium hivatalnoka lett. 1893-tól a Társadalmi Lapok című folyóirat szerkesztője. 1899-ben adták át az Újpesti Közművelődési Kör székházát az Árpád út 66. sz. alatt, aminek felépítését ő szorgalmazta. 1903-ban a 48-as Függetlenségi Párt helyi szervezetének elnöke lett. 1906. június 5-én Újpest nagyközség bírájának választották. 1907. augusztus 9-én várossá nyilvánítása után Újpest polgármestere lett. 1913-ban polgármesteri címéről lemondatták, és visszavonult a közügyektől. Az 1920-as évektől ismét bekapcsolódott a közügyekbe, részt vett a képviselő-testületi bizottság munkájában. Fontosabb műveit ebben az időszakban írta meg, így az Újpest történetét összefoglaló monográfiát is. A második világháború után haláláig ügyvédként tevékenykedett.

## Magánélete
1893-ban megnősült. Felesége: Reisich Aranka. Gyermekeik: Ilona, Sarolta és Zuárd.

## Emlékek
Emlékét márványtábla őrzi a Városháza épületén, nevét utca viseli.

## Értékelése
Újpest legjelentősebb polgármestere. Hivatali idejében a város (Budapest, Temesvár, Pozsony után) az ország negyedik legnagyobb iparvárosa lett. Komoly iparvállalatok települtek Újpestre, kiépültek a legfontosabb közművek (utcák, közvilágítás, vízvezetékek), a legfontosabb középületek (iskolák, járásbíróság, tűzoltólaktanya, munkásotthon, víztorony, vágóhíd).

## Főbb művei
- Az önálló vámterület és a magyar ipar (1904)
- A köztisztviselő jutalma (1913)
- A múlt világából (1932)
- Újpest 1831-1930 (monográfia, 1932)
- A lélek szárnyán (1934)
- A tél végén (1934)
- Nyugdíj golgota (1936)
- Magyar dal, magyar lélek, magyar vér (verseskötet, 1937)